# Ōsumi Ken’ichirō
Ōsumi Ken’ichirō (japanisch 大隅 健一郎; geboren 3. Oktober 1904 in Gamagōri (Präfektur Aichi); gestorben 19. März 1998 in Nishinomiya) war ein japanischer Jurist mi dem Schwerpunkt Handelsgesetzgebung.

## Leben und Wirken
Ōsumi Ken’ichirō machte 1928  seinen Studienabschluss an der Juristischen Fakultät der Universität Kyōto. 1938 wurde er Professor an seiner Alma Mater und erwarb sich einen Ruf als Spezialist für Gesellschaftsrecht, Wertpapierhandelsrecht und in anderen Bereichen. 1966 wurde er Richter ab Obersten Gerichtshof. Bis zum Ausscheiden aus dem Dienst urteilte er 1969 im „Akutoku no sakae Fall“, 1973 im „Zen-norinkeishoku-hō jiken Fall“ und in vielen anderen Verfahren.
Von 1874 bis 1985 wirkte Ōsumi als Professor an der „Kōbe Gakuin Universität“ (神戸学院大学). Zu seinen Publikationen gehören „Untersuchungen zum Fusionsgesetz von Unternehmen“ (企業合同法の研究, Kigyō gōdō-hō no kenkyū) 1935, „Theorie des Gesellschaftsrechts“ (会社法論, Shakai-hō ron) 1954 und „Untersuchungen zum Handelsrecht“ (商事法研究, Shōjihō kenkyū) 1992.
1977 wurde Ōsumi Mitglied der Akademie der Wissenschaften. 1985 wurde er als Person mit besonderen kulturellen Verdiensten geehrt und 1993 mit dem Kulturorden ausgezeichnet.